# ملاقات با سنت نیکلاس (فیلم ۱۹۵۱)
«ملاقات با سنت نیکلاس» (روسی: Ночь пе́ред Рождество́м) یک فیلم است که در سال ۱۹۵۱ منتشر شد.